# 藤井洋治
藤井洋治（日语：／ Fujii Yōji，1887年10月5日—1945年8月6日），日本陸軍軍人，最高軍階為陸軍中將。
出生於廣島縣福山市。1907年畢業於陸軍士官學校（19期），同年12月擔任步兵第11連隊的步兵少尉。1916年11月，畢業於陸軍大學校（28期）。此後調往參謀本部、1921年4月至1922年12月任駐美國大使館武官。此後先後在陸軍大學校（任教官）兼參謀本部、步兵第11連隊、天津駐屯步兵隊（任隊長）、步兵第12連隊、第1師團司令部任職。1932年7月任步兵第37連隊長。此後在第16師團司令部任職。1935年8月，升陸軍少將。
1938年7月，升陸軍中將，歷任第1師團長、第38師團長，派往廣東參戰。後回到日本擔任中部軍 (日本軍)司令等職，1942年編入預備役。1943年至參謀本部任職。此後歷任廣島師管區司令官、第59軍司令官、兼中國軍管區司令官。
1945年8月6日，廣島遭原子彈襲擊，他在官舍中與妻子一同被炸死。